# HP-15C
La HP-15C est une calculatrice programmable scientifique commercialisée par Hewlett Packard entre 1982 et 1989. De par ses fonctionnalités similaires, elle succède à la HP-34C. Elle fait partie de la gamme Voyager (HP-10C, HP-11C, HP-12C et HP-16C) dont les calculatrices ont la particularité d'être équipé d'un affichage LCD et d'être au format paysage extra-plat contrairement à la gamme précédente (Spice, dont la HP-33 est un modèle) qui occupait un espace plus important et avait hérité, avec des formes plus anguleuses, de la gamme précédente Woodstock (HP-21, HP-22).

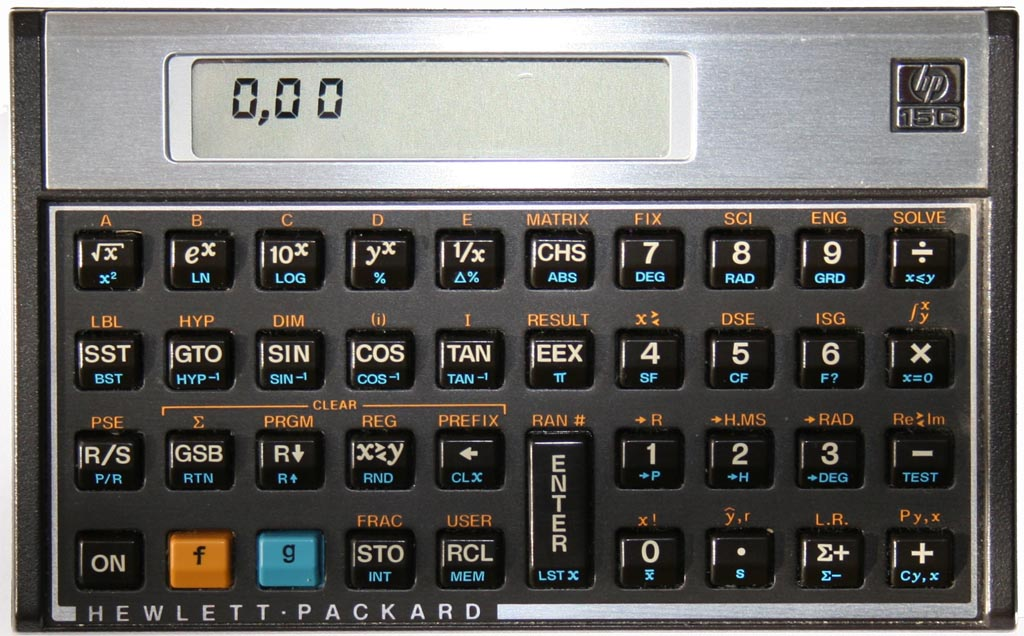
Calculatrice HP-15C.

## Fonctionnalités

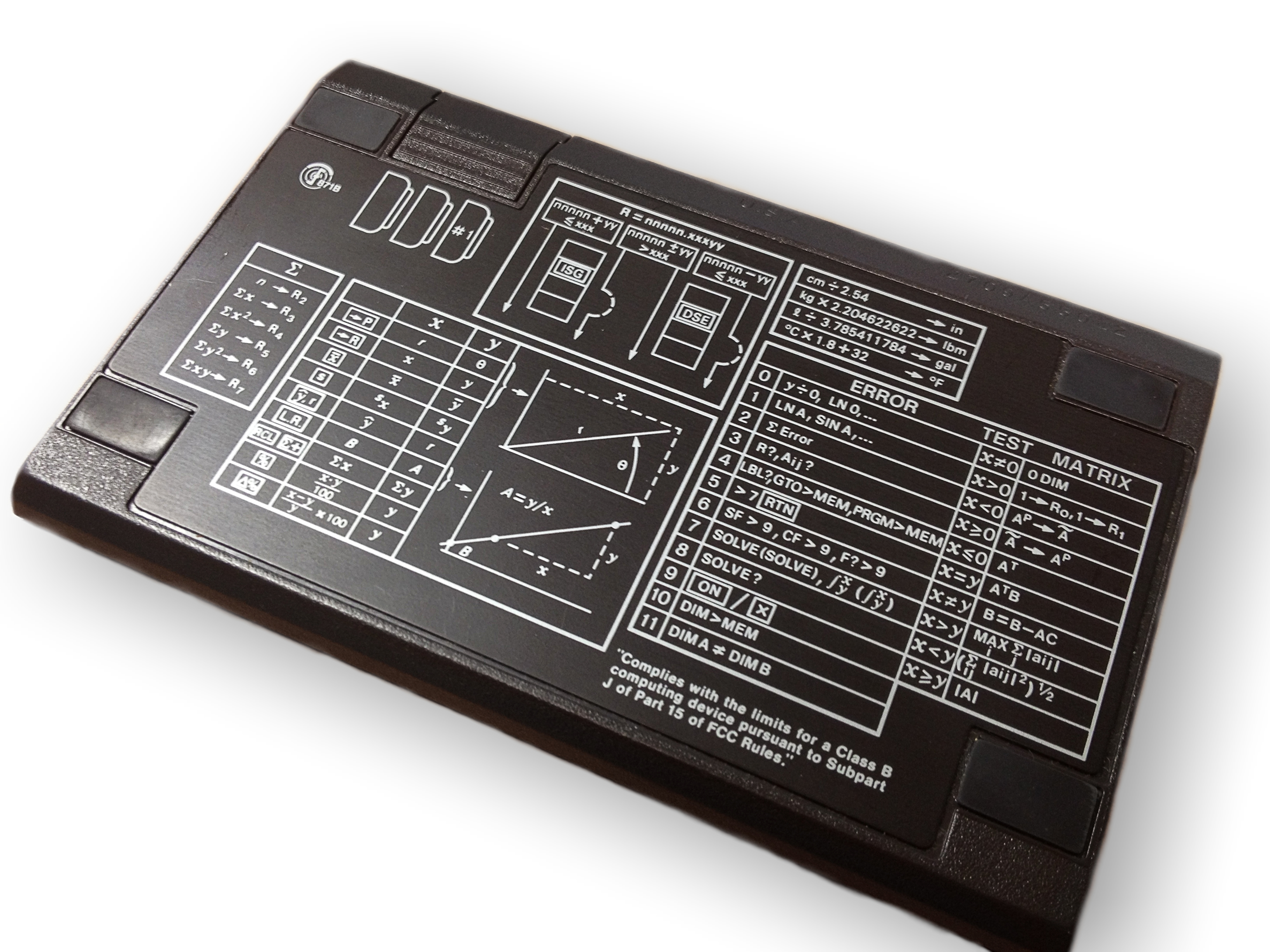
Vue de la face arrière de la HP15C

Son mode de logique de calcul est la notation polonaise inversée.
Elle permet, entre autres, de calculer une intégrale et de résoudre des équations grâce à la fonction SOLVE, ce que seule la HP-34C permettait de faire jusque-là. C'était en fait une version améliorée de la HP-11C, calculatrice scientifique elle aussi.
Les autres différences sont:
- manipulation de nombres complexes[1],
- travail sur les matrices[1],
- 67 registres (ou variables) adressables (au lieu de 21)
- 448 pas de programmes au lieu de 203
- allocation mémoire manuelle
- 10 drapeaux (flags) au lieu de 2
- 12 tests conditionnels au lieu de 8 (tests par rapport à 0 en plus)
- 7 niveaux de routines au lieu de 4
- adressage des lignes de programme par le registre I

## HP-15C LE et HP-15C CE
À la suite d'une pétition signée par plus de 15 000 internautes, HP décide de remettre en fabrication une nouvelle version baptisée HP-15c Limited Edition (LE) pour son 30e anniversaire. Cette nouvelle version, basée sur un processeur plus récent (ARM), est environ 100 fois plus rapide que l'original. Les premières ventes ont lieu au cours du mois de septembre 2011 aux États-Unis, et le premier stock est épuisé dès le 24 octobre 2011.
En mai 2023, une version Collector’s Edition est proposée. Elle permet jusqu’à 672 pas de programme (au lieu de 448 pas) ou 99 registres (au lieu de 67).

## Clones calculatrice HP
Une société d'électronique suisse propose des clones de la série Voyager.
La société Hewlett-Packard propose également une application Android HP 15C Scientific Calculator App qui est la réplique exacte de l'original, avec les mêmes fonctions et algorithmes.